# Mary Coyle
Pour les articles homonymes, voir Coyle.
Mary Coyle, née le 5 novembre 1954, est une femme politique canadienne.
Le 4 décembre 2017, elle est nommée sénatrice canadienne pour la Nouvelle-Écosse.

## Biographie
Née le 5 novembre 1954, Mary Coyle a un diplôme en langue française de l’Université de Besançon, en France, ainsi qu'un baccalauréat ès arts en langues et littérature et une maîtrise ès arts en planification rurale et développement de l’Université de Guelph.
Elle travaille pour le ministère du Commerce et de l’Industrie du Botswana et comme conseillère en développement rural en Indonésie. Elle occupe également plusieurs postes à l’Université Saint-Francis-Xavier, à Antigonish.
Elle est nommée au Sénat du Canada par le premier ministre Justin Trudeau le 4 décembre 2017.
Le 27 mai 2022, elle reçoit un doctorat honorifique en gestion des affaires de l'Université des sciences et de la technologie de Meru (en) au Kenya.